# Armand Magyar
Armand (Ármin) Magyar (Munk) (ur. 5 lutego 1898, zm. 12 lutego 1961) – węgierski zapaśnik walczący w stylu klasycznym. Olimpijczyk ze Paryża 1924, gdzie zajął piąte miejsce w wadze koguciej.
Mistrz Europy w 1925; trzeci w 1926 i 1927 roku.

## Letnie Igrzyska Olimpijskie 1924
| Konkurencja | Eliminacje           | Eliminacje             | Eliminacje              | Eliminacje                  | Eliminacje            | Klas. końcowa |
| Konkurencja | Przeciwnik I         | Przeciwnik II          | Przeciwnik III          | Przeciwnik IV               | Przeciwnik V          | Miejsce       |
| ----------- | -------------------- | ---------------------- | ----------------------- | --------------------------- | --------------------- | ------------- |
| 58 kg       | Arvid Östman (SWE) Z | Alberts Krievs (LAT) Z | Sigfrid Hansson (SWE) P | Johannes van Maaren (NED) Z | Eduard Pütsep (EST) P | 5.            |